# La banda delle frittelle di mele
La banda delle frittelle di mele (The Apple Dumpling Gang) è un film statunitense del 1975 diretto da Norman Tokar.
È una commedia western della Disney con protagonisti Bill Bixby, Tim Conway, Susan Clark e Don Knotts. È basato sul romanzo del 1971 The Apple Dumpling Gang di Jack Bickham. Ha avuto un seguito: La banda delle frittelle di mele colpisce ancora (The Apple Dumpling Gang Rides Again) del 1979. Tim Conway e Don Knotts interpretano una coppia di ladri pasticcioni che cercano di rubare delle pepite d'oro, fu il film d'esordio del duo.

## Trama
California, 1878: il giocatore d'azzardo Russell Donovan si occupa di tre orfanelli dividendo la responsabilità con Magnolia, una guidatrice di diligenze. Un colpo di fortuna fa scoprire loro una ricchissima miniera d'oro appartenente allo scomparso padre dei ragazzi, ma i banditi non stanno a guardare...

## Produzione
Il film, diretto da Norman Tokar su una sceneggiatura di Don Tait con il soggetto di Jack M. Bickham (autore del romanzo), fu prodotto da Bill Anderson per la Walt Disney Productions e girato nell'Oregon e in California La canzone The Apple Dumpling Gang, che si ascolta in apertura e nei titoli di coda, è stata composta da Shane Tatum ed è stata cantata da Randy Sparks e dai The Back Porch Majority.

## Distribuzione
Il film fu distribuito negli Stati Uniti dal 1º luglio 1975 al cinema dalla Buena Vista Distribution Company e dalla Walt Disney Home Video per l'home video. È stato poi pubblicato in DVD negli Stati Uniti dalla Walt Disney Home Video nel 2003  ed è disponibile, insieme al seguito, sulla piattaforma streaming Disney+ dal 12 novembre 2019 in USA e dal 24 marzo 2020 in Italia.
Alcune delle uscite internazionali sono state:
- in Germania Ovest il 4 marzo 1977 (Die Semmelknödelbande)
- in Ungheria (Az almagombóc banda)
- in Francia (Le gang des chaussons aux pommes)
- in Spagna (Los más torpes del Oeste)
- in Finlandia (Omenapiirasjengi)
- in Grecia (To hrysafi tis orgis)
- in Italia (La banda delle frittelle di mele)

## Promozione
Le tagline sono:
- "Wanted: For chicanery, skulduggery, tomfoolery and habitual bungling!".
- "First they blew into town... then they BLEW IT UP!".

## Critica
Secondo il Morandini il film è un "Western per ragazzi della ditta Walt Disney, inzuccherato con molto sciroppo sentimentale."